# Apácatorna
Apácatorna je obec v Maďarsku, v župě Veszprém v okresu Devecser. V roce 2015 zde žilo 166 obyvatel.
První zmínka o vesnici pochází z roku 1317, kdy se jmenovala Torna. Během turecké okupace však byla zničena a nebyla obydlena do 18. století. V té době byla znovu obydlena a v roce 1908 získala jméno Apácatorna.
V roce 2010 při protržení hráze odkaliště u Ajky byla Apácatorna jednou ze zasažených obcí, jelikož leží na potoce Torna, ve kterém se usadilo mnoho červeného kalu a zmizel z ní veškerý život.
Nachází se asi 9 km východně od Jánosházy, 14 km západně od Devecseru a 17 km severně od Sümegu. Leží na silnici 7326 a je silnicemi spojená s vesnicemi Tüskevár, Karakószörcsök, Kisberszeny, Veszprémgalsa a Karakó. Poblíže vesnice do sebe ústí potoky Apáca-patak a Torna.